# Erato von Armenien

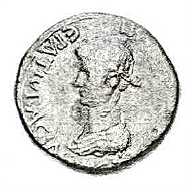
Erato von Armenien auf einer zeitgenössischen Münze

Erato von Armenien (armenisch Էրատո; * im 1. Jahrhundert v. Chr.; † im 1. Jahrhundert n. Chr.) war eine Königin des antiken Armeniens während der Zeit der Artaxiden-Dynastie (189 v. Chr. bis 12 n. Chr.). An der Seite von Tigranes IV. herrschte sie als römische Klientelkönigin von 8 bis 5 v. Chr. und von 2 v. Chr. bis 1 n. Chr. Nach einigen Jahren im Exil herrschte sie erneut von 6 bis 12 n. Chr. als römische Klientelkönigin an der Seite von Tigranes V.

## Herkunft
Erato wurde als zweites Kind von Tigranes III. geboren. Sie hatte einen älteren Halbbruder Tigranes IV. Entweder kam Erato zwischen 30 und 20 v. Chr. in Rom zur Welt, wo ihr Vater im politischen Exil lebte oder zwischen 20 und 10 v. Chr. während der Königsherrschaft ihres Vaters in Armenien.
8 v. Chr. erhoben die Armenier Eratos älteren Halbbruder Tigranes IV. zum Nachfolger von Tigranes III. Hellenistischem Brauch folgend heiratete Tigranes IV. Erato, damit dadurch die Reinheit der artaxiadischen Blutlinie erhalten blieb, Erato wurde durch die Heirat mit ihrem Halbbruder Königin. Die beiden hatten eine Tochter, die mit König Pharasmanes I. von Iberien (im heutigen Georgien) (1 v. Chr. bis 58 n. Chr.) verheiratet war und mit ihm drei Söhne hatte, Mithridates I. von Iberien, Rhadamistus und Amazasp (bekannt von einem griechischen Epigramm in Rom).

## Gemeinsame Herrschaft mit Tigranes IV.

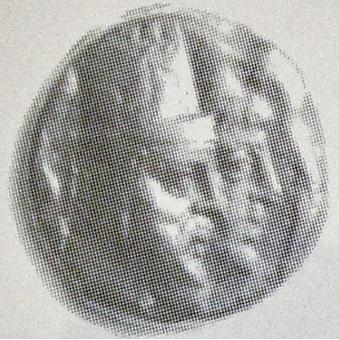
Erato und ihr Halbbruder und Mitregent Tigranes IV.

Obwohl sie Klientelherrscher Roms waren, waren sowohl Tigranes IV. wie Erato antirömisch eingestellt und keine Parteigänger von Kaiser Augustus. Ihrer Doppelherrschaft fehlte entsprechend die römische Unterstützung und sie suchten eine Annäherung an das Partherreich, das mit Rom um den Einfluss in Armenien konkurrierte. Mit Hilfe von König Phraates V. von Parthien wurde ein Krieg ausgelöst. Da er jedoch eine Eskalation mit Rom vermeiden wollte, stellte Phraates V. seine Unterstützung für die armenischen Monarchen schon bald wieder ein, was Tigranes IV. und Erato letztendlich zur Anerkennung der römischen Oberhoheit veranlasste. Sie erklärten ihre Unterwerfung gegenüber Rom, worauf Augustus sich mit ihrem Verbleib an der Macht einverstanden erklärte.
Tigranes IV. wurde in einer Schlacht getötet, vielleicht bei der Niederschlagung einer internen armenischen Revolte, die die Annäherung des Königspaars an Rom ablehnte. In dem darauf folgenden Chaos dankte Erato ab und ging ins Exil. Die Armenier forderten Augustus auf, einen neuen König zu bestimmen, worauf dieser im Jahr 2 v. Chr. Ariobarzanes II. von Atropatene inthronisierte. Ariobarzanes war über seinen Vater ein entfernter Verwandter der Artaxiadendynastie, da eine Schwester von König Artavasdes II. zu seinen Vorfahren zählte.

## Gemeinsame Herrschaft mit Tigranes V.
Im Jahr 6 n. Chr. wurde Artavasdes III., Sohn und Nachfolger von Ariobarzanes, von unzufriedenen Untertanen ermordet. Da die Armenier der fremden Könige überdrüssig wurden, änderte Augustus seine Politik und ernannte den Herodianer Tigranes V. zum König, der möglicherweise ein Urenkel von Artavasdes II. war.

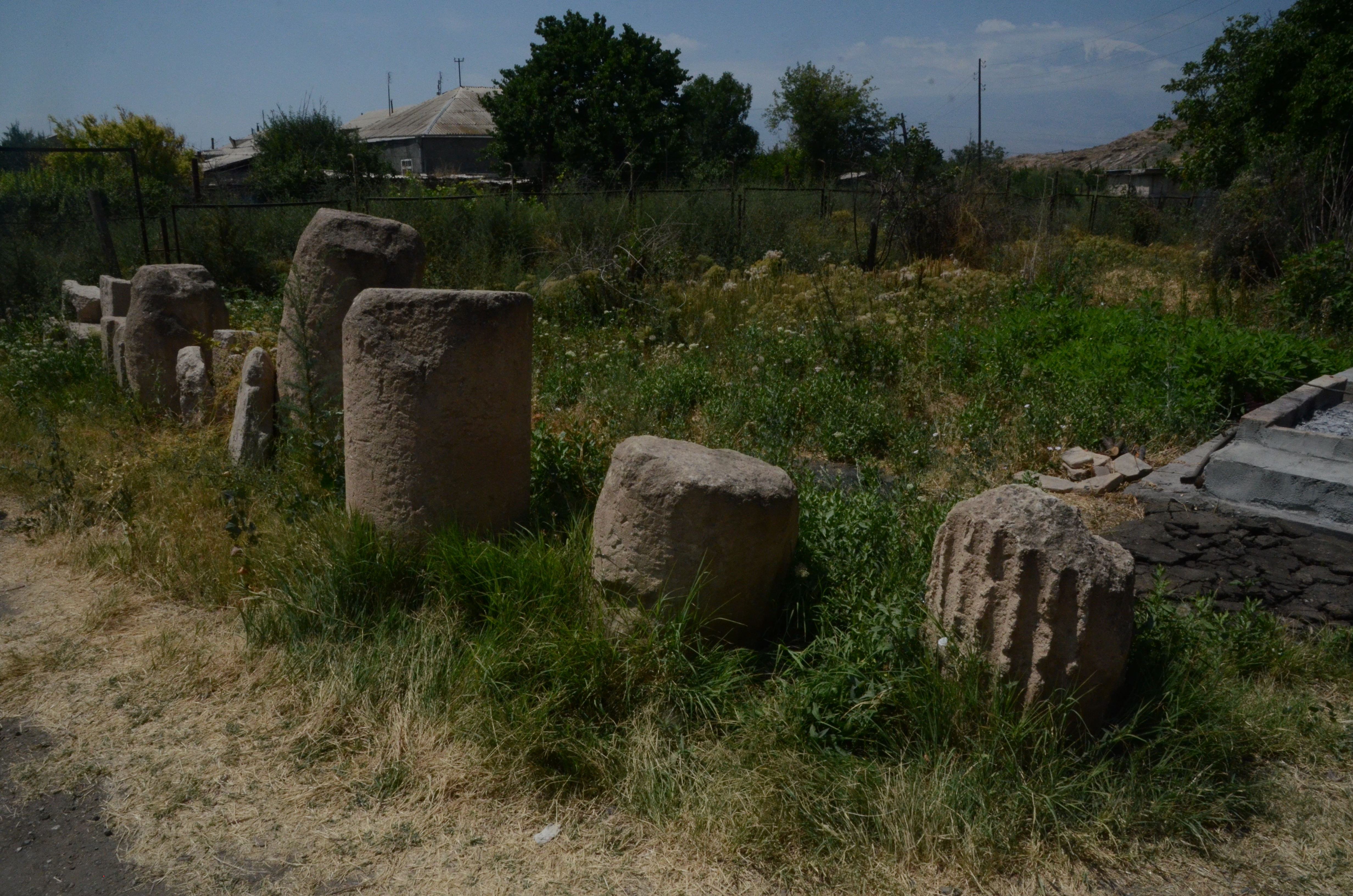
Ruinen des antiken Artaxata

Tigranes V. wurde von seinem Großvater Archelaos von Kappadokien und dem späteren römischen Kaiser Tiberius nach Armenien begleitet, wo er zum König gekrönt wurde. Artaxata machte er zu seiner Hauptstadt. Im Jahr 6 n. Chr. herrschte Tigranes V allein. Es kam jedoch zu einem Aufstand des armenischen Adels gegen ihn, worauf Erato wieder Mitregentin wurde. Sie regierten in Abstimmung mit den Römern. Vermutlich waren sie verheiratet. Sie wurden im Jahr 12 n. Chr. unter unbekannten Umständen gestürzt. Augustus behielt seinen Einfluss auf Armenien und ernannte Vonones I. von Parthien zum König. Das weitere Schicksal von Erato und Tigranes V. ist unbekannt.

## Rezeption
Belege für das Leben Eratos finden sich bei den römischen Historikern Tacitus (1. und 2. Jh.), Cassius Dio (2. und 3. Jh.) und Festus (4. Jh.).
Ein Bild von Erato findet sich auf einer alten Münze, die in der Bibliothèque nationale de France aufbewahrt wird. Aus ihrer Herrschaftszeit mit Tigranes IV. blieben Münzen erhalten, auf denen sich die Inschrift „Erato, Schwester von König Tigranes“ findet. Auch aus der Zeit der gemeinsamen Herrschaft mit Tigranes V. sind Münzen erhalten geblieben.